# FK Smederevo 1924
FK Smederevo 1924 (Servisch: ФК Смедерево) is een Servische voetbalclub uit Smederevo.

## Geschiedenis
De club werd in 1924 opgericht als FK Sartid (Sartid = Srpsko akcionarsko rudarsko topioničarsko industrijsko društvo), het team behoorde aan de ijzerfabriek Sartid toe. De club rekruteerde spelers uit de 2de en 3de klasse van Duitsland, Oostenrijk en Hongarije maar kon ten tijde van het Joegoslavische koninkrijk zijn stempel niet op de competitie drukken.
Na de Tweede Wereldoorlog en het begin van het communisme in het land werd de fabriek genationaliseerd. Er kwam een totaal nieuwe club, genaamd Metalac. Het oude FK Sartid ging in 1946 verder onder de naam Jedinstvo. In de volgende periode kwamen er vele naamsveranderingen. De club slaagde er niet in om in de hoogste voetbalklasse te bereiken.
Na de val van het communisme en de verbrokkeling van Joegoslavië werd de club overgenomen door het bedrijf Sartid en naam zijn oorspronkelijke naam weer aan. De volgende 6 seizoenen speelde Sartid in de 2de klasse. 1998/99 werd het allereerste seizoen in de hoogste klasse. De beker werd in 2003 gewonnen tegen Rode Ster Belgrado. In 2004 werd de naam opnieuw in FK Smederevo veranderd. In 2008 degradeerde de club via de eindronde die het verloor van Rad Beograd. Na één seizoen keerde de club terug. In 2013 degradeerde de club uit de Superliga. Een jaar later fuseerde de club met FK Seljak tot FK Semendrija 1924 en in 2015 werd de naam FK Smederevo 1924 aangenomen.

## Erelijst
- Beker van Servië & Montenegro

Winnaar: 2003
Finalist: 2002

## Naamsveranderingen
- 1924 - opgericht als FK Sartid
- 1944 - Metalac
- 1946 - Jedinstvo
- 1949 - FK Smederevo
- 1958 - fusie met Metalac → OFK Budućnost
- 1962 - FK Smederevo
- 1967 - Metalurg
- 1976 - FK Smederevo
- 1992 - FK Sartid
- 2004 - FK Smederevo
- 2014 - FK Semendrija 1924
- 2015 - FK Smederevo 1924

## Smederevo in Europa
#Q = #kwalificatieronde, #R = #ronde, T/U = Thuis/Uit, W = Wedstrijd, PUC = punten UEFA coëfficiënten .
Uitslagen vanuit gezichtspunt FK Smederevo
| Seizoen | Competitie    | Ronde | Land                           | Club                   | Totaalscore | 1e W    | 2e W       | PUC |
| ------- | ------------- | ----- | ------------------------------ | ---------------------- | ----------- | ------- | ---------- | --- |
| 2001    | Intertoto Cup | 1R    | Vlag van Schotland             | Dundee FC              | 5-2         | 0-0 (U) | 5-2 (T)    | 0.0 |
|         |               | 2R    | Vlag van Duitsland             | TSV 1860 München       | 3-6         | 1-3 (U) | 2-3 (T)    | 0.0 |
| 2002/03 | UEFA Cup      | Q     | Vlag van Wales                 | Bangor City FC         | 2-1         | 0-1 (U) | 2-0 (T)    | 2.0 |
|         |               | 1R    | Vlag van Engeland              | Ipswich Town FC        | 1-2         | 1-1 (U) | 0-1 (T)    | 2.0 |
| 2003/04 | UEFA Cup      | Q     | Vlag van Bosnië en Herzegovina | FK Sarajevo            | 4-1         | 1-1 (U) | 3-0 (T)    | 1.5 |
|         |               | 1R    | Vlag van Tsjechië              | Slavia Praag           | 2-4         | 1-2 (T) | 1-2 (U)    | 1.5 |
| 2004    | Intertoto Cup | 1R    | Vlag van Andorra               | UE Sant Julia de Lòriá | 11-0        | 8-0 (U) | 3-0 (T)    | 0.0 |
|         |               | 2R    | Vlag van Wit-Rusland           | Dinamo Minsk           | 3-4         | 2-1 (U) | 1-3 nv (T) | 0.0 |
| 2005    | Intertoto Cup | 1R    | Vlag van Noord-Macedonië       | FK Pobeda Prilep       | 1-3         | 0-1 (T) | 1-2 (U)    | 0.0 |

Totaal aantal punten voor UEFA-coëfficiënten: 3.5
Zie ook
- Deelnemers UEFA-toernooien Servië
- Eeuwige ranglijst van deelnemers UEFA-clubcompetities

## Bekende (oud-)spelers
- Marko Pantelić